# Pleosporales
Ordre
Les Pleosporales sont un ordre de champignons de la classe des Dothideomycetes.
Selon une estimation de 2008, cet ordre, le plus important des Dothideomycetes, contient 23 familles, 332 genres et plus de 4700 espèces.
La majorité des espèces sont saprophytes sur matière végétale en décomposition dans l'eau douce, l'eau marine ou dans des environnements terrestres, mais de nombreuses espèces sont aussi associées aux plantes vivantes comme parasites épiphytes ou endophytes.
Les espèces les plus étudiées sont celles qui causent des maladies des plantes sur les grandes cultures agricoles, comme Cochliobolus heterostrophus, responsable de l'helminthosporiose du maïs,  Phaeosphaeria nodorum (Stagonospora nodorum) responsable de  la septoriose du blé et Leptosphaeria maculans responsable de la jambe noire des crucifères (Brassica spp.). 
Certaines espèces de Pleosporales se développent sur des excréments d'animaux d'autres se rencontrent sous la forme de lichens ou d'autre encore sous la forme de colonies noires à croissance lentes à la surface des rochers.  
Le plus ancien membre de l'ordre des Pleosporales est un genre éteint, Margaretbarromyces, datant de l'Éocène, qui a été décrit dans l'île de Vancouver (Colombie-Britannique).

## Liste des genres et familles
Selon Catalogue of Life (21 août 2017) :
- famille des Acrocalymmaceae
- famille des Aigialaceae
- famille des Amniculicolaceae
- famille des Anteagloniaceae
- famille des Ascocylindricaceae
- famille des Bambusicolaceae
- famille des Biatriosporaceae
- famille des Caryosporaceae
- famille des Coniothyriaceae
- famille des Corynesporascaceae
- famille des Cucurbitariaceae
- famille des Delitschiaceae
- famille des Diademaceae
- famille des Didymellaceae
- famille des Didymosphaeriaceae
- famille des Dothidotthiaceae
- famille des Halojulellaceae
- famille des Halotthiaceae
- famille des Hypsostromataceae
- famille des Latoruaceae
- famille des Lentitheciaceae
- famille des Leptosphaeriaceae
- famille des Lindgomycetaceae
- famille des Lophiostomataceae
- famille des Lophiotremataceae
- famille des Macrodiplodiopsidaceae
- famille des Massariaceae
- famille des Massarinaceae
- famille des Melanommataceae
- famille des Montagnulaceae
- famille des Morosphaeriaceae
- Pleosporales familia incertae sedis
- famille des Phaeosphaeriaceae
- famille des Pleomassariaceae
- famille des Pleosporaceae
- famille des Roussoellaceae
- famille des Salsugineaceae
- famille des Shiraiaceae
- famille des Sporormiaceae
- famille des Teichosporaceae
- famille des Testudinaceae
- famille des Tetraplosphaeriaceae
- famille des Thyridariaceae
- famille des Trematosphaeriaceae
- famille des Wicklowiaceae
- famille des Zopfiaceae

Selon ITIS (21 août 2017) :
- genre Coniothyrium Corda, 1880
- famille des Aigialaceae
- famille des Amniculicolaceae
- famille des Arthopyreniaceae W. Watson, 1929
- famille des Corynesporascaceae Sivan., 1996
- famille des Cucurbitariaceae G. Winter, 1885
- famille des Dacampiaceae Körb., 1855
- famille des Delitschiaceae M.E. Barr, 2000
- famille des Diademaceae Shoemaker & C.E. Babc., 1992
- famille des Didymosphaeriaceae Munk, 1953
- famille des Dothidotthiaceae
- famille des Fenestellaceae M.E. Barr, 1979
- famille des Leptosphaeriaceae M.E. Barr, 1987
- famille des Lindgomycetaceae
- famille des Lophiostomataceae Sacc., 1883
- famille des Massarinaceae
- famille des Melanommataceae G. Winter, 1885
- famille des Montagnulaceae M.E. Barr, 2001
- famille des Morosphaeriaceae
- famille des Naetrocymbaceae Höhnel ex R.C., 1995
- famille des Parodiellaceae Theiss. & H. Syd. ex M.E. Barr, 1987
- famille des Phaeosphaeriaceae M.E. Barr, 1979
- famille des Phaeotrichaceae Cain, 1956
- famille des Pleomassariaceae M.E. Barr, 1979
- famille des Pleosporaceae Nitschke, 1869
- famille des Sporormiaceae Munk, 1957
- famille des Testudinaceae Arx, 1971
- famille des Tetraplosphaeriaceae
- famille des Tubeufiaceae M.E. Barr, 1979
- famille des Venturiaceae E. Müll. & Arx ex M.E. Barr, 1979
- famille des Zopfiaceae G. Arnaud ex D. Hawksw., 1992
- genre Ascochyta Libert, 1878
- genre Ascochytula (Potebnia) Diedicke
- genre Clavariopsis De Wildeman, 1895
- genre Dictyosporium Corda, 1836
- genre Periconia Tode Ex Fries, 1791
- genre Phoma Saccardo, 1880
- genre Sporidesmium Link Ex Fries, 1821